# Rochester (Massachusetts)
Rochester és una població dels Estats Units a l'estat de Massachusetts. Segons el cens del 2000 tenia 4.581 habitants.

## Demografia
Segons el cens del 2000, Rochester tenia 4.581 habitants, 1.575 habitatges, i 1.294 famílies. La densitat de població era de 52,1 habitants/km².
Dels 1.575 habitatges en un 38,9% hi vivien nens de menys de 18 anys, en un 72,6% hi vivien parelles casades, en un 6,5% dones solteres, i en un 17,8% no eren unitats familiars. En el 13,7% dels habitatges hi vivien persones soles el 5,7% de les quals corresponia a persones de 65 anys o més que vivien soles. El nombre mitjà de persones vivint en cada habitatge era de 2,91 i el nombre mitjà de persones que vivien en cada família era de 3,2.
Per edats la població es repartia de la següent manera: un 26,8% tenia menys de 18 anys, un 6,5% entre 18 i 24, un 29,6% entre 25 i 44, un 28,8% de 45 a 60 i un 8,3% 65 anys o més.
L'edat mediana era de 38 anys. Per cada 100 dones de 18 o més anys hi havia 96,7 homes.
La renda mediana per habitatge era de 63.289 $ i la renda mediana per família de 67.031$. Els homes tenien una renda mediana de 47.989 $ mentre que les dones 31.196$. La renda per capita de la població era de 24.630$. Entorn del 2,4% de les famílies i el 3,1% de la població estaven per davall del llindar de pobresa.